# Dinoptera chrysomelina
Dinoptera chrysomelina är en skalbaggsart som beskrevs av Holzschuh 2003. Dinoptera chrysomelina ingår i släktet Dinoptera och familjen långhorningar. Inga underarter finns listade i Catalogue of Life.